# Ралі Польщі 2009
Ралі Польщі 2009, повна офіційна назва: польською — ORLEN Platinum 66. Rajd Polski; англійською — ORLEN Platinum 66th Rally Poland — восьмий етап чемпіонату світу з ралі 2009 року. Гонки відбулися 24 — 28 червня 2009 року в Мазурах, з базою в містечку Міколайкі. Крім абсолютного заліку пілотів і команд, на цьому етапі також відбулися змагання в категорії JWRC.

### Найважливіші події
- Після Ралі Польщі 2009 відбулася зміна лідера чемпіонату світу з ралі. Лідером став фінський екіпаж Мікко Хірвонен/Ярмо Лехтінен на автомобілі Ford Focus RS WRC 08 з заводської команди Ford — BP Ford Abu Dhabi World Rally Team.
- Середня швидкість переможця — 112,7 км/год, найвище значення середньої швидкості в сезоні 2009.
- За хвилину до закінчення гонки з незрозумілих причин вилетів з траси та спалахнув автомобіль фінського гонщика Ярі-Матті Латвала, який впевнено йшов на другому місці в абсолютному заліку.
- Вдруге в історії польського автоспорту  і вперше від 1980 року польський автогонщик виборов очки в абсолюному заліку чемпіонату світу з ралі. Це досягнення на рахунку Кшиштофа Головчиця, чемпіона Європи з ралі 1997 року, неодноразового учасника ралі Дакар.
- Вперше в сезоні 2009 року на етапі чемпіонату світу виступили українські автогонщики: Валерій Горбань/Євген Лєонов на Mitsubishi Lancer Evo IX (команда Ascania Racing, Київ) та Олексій Тамразов/Олександр Скочик на Subaru Impreza WRX з команди «AT Rally» (Київ). Олексій Тамразов не закінчив гонку, а Валерій Горбань виборов почесне 14-е місце в абсолюті, та третє місце серед автомобілів групи N та в класі N4.

## Характеристика етапу
Один з найшвидкісніших етапів чемпіонату світу з ралі. Середня швидкість на швидкісних ділянках (ШД) понад 100 км/год. Як етап чемпіонату світу 66. Rajd Polski відбувся вперше після довготривалої перерви (від 1973 року). Покриття траси доволі специфічне - гравій зі значним вмістом піску, що ускладнює повторний проїзд трасою. Траса досить складна, звивисті лісові ділянки з великою кількістю поворотів чергуються з довгими прямими ділянками, що надає перевагу маневреним та потужним автомобілям, а за рівних можливостей техніки — більш здібним та досвідченим автогонщикам.

### Учасники
Для участі в ралі заявки подало 55 (стартувало 48) екіпажів, в тому числі у заліку WRC — 15 (стартувало 13), JWRC — 9 (стартувало 9) та 31 (стартувало 26) приватних учасників з Європи (переважно з Польщі).
У змаганнях команд взяли участь 4 команди категорії виробників (Manufacturers). 

### Кількість автомобілів учасників за класами та марками
| Клас A8 (13 автомобілів) - 5 — Ford Focus RS WRC 08 - 1 — Subaru Impreza WRC 08 - 5 — Citroën C4 WRC - 1 — Citroën Xsara WRC - 1 — Škoda Fabia WRC Клас A7 (4 автомобілі) - 2 — Honda Civic Type-R - 1 — Ford Fiesta - 1 — Renault Clio Sport Клас A6 (8 автомобілів) - 4 — Suzuki Swift S1600 - 2 — Citroen C2 S1600, - 2 — Citroen C2 VTS | Клас N4 (10 автомобілів) - 7 — Mitsubishi Lancer Evo IX - 1 — Mitsubishi Lancer Evo VIII - 1 — Subaru Impreza STi - 1 — Peugeot 207 S2000 Клас N3 (9 автомобілів) - 9 — Ford Fiesta ST Клас R2 (1 автомобіль) - 1 — Citroen C2 R2 Клас R3 (3 автомобілі) - 3 — Renault Clio R3 |

## Результати
| Місце                             | Пілот                             | Штурман                           | Автомобіль                        | Час                               | Відставання                       | Очок                              |
| Залік чемпіонату світу в абсолюті | Залік чемпіонату світу в абсолюті | Залік чемпіонату світу в абсолюті | Залік чемпіонату світу в абсолюті | Залік чемпіонату світу в абсолюті | Залік чемпіонату світу в абсолюті | Залік чемпіонату світу в абсолюті |
| --------------------------------- | --------------------------------- | --------------------------------- | --------------------------------- | --------------------------------- | --------------------------------- | --------------------------------- |
| 1.                                | Мікко Хірвонен                    | Ярмо Лехтінен                     | Ford Focus RS WRC 08              | 3:07:27,5                         |                                   | 10                                |
| 2.                                | Дані Сордо                        | Marc Marti                        | Citroën C4 WRC                    | 3:08:37,8                         | +1:10,3                           | 8                                 |
| 3.                                | Хеннінґ Сольберґ                  | Като Менкеруд                     | Ford Focus RS WRC 08              | 3:09:33,2                         | +2:05,7                           | 6                                 |
| 4.                                | Петер Сольберґ                    | Філ Мілз                          | Citroën Xsara WRC                 | 3:09:51,8                         | +2:24,3                           | 5                                 |
| 5.                                | Метью Вілсон                      | Скот Мартін                       | Ford Focus RS WRC 08              | 3:11:45,0                         | +4:17,5                           | 4                                 |
| 6.                                | Кшиштоф Головчиц                  | Лукаш Кужея                       | Ford Focus RS WRC 08              | 3:12:01,4                         | +4:33,9                           | 3                                 |
| 7.                                | Себастьян Льоб                    | Даніель Елена                     | Citroën C4 WRC                    | 3:26:42,6                         | +19:15,1                          | 2                                 |
| 8.                                | Конрад Раутенбах                  | Деніел Беріт                      | Citroën C4 WRC                    | 3:26:48,1                         | +19:20,6                          | 1                                 |
| Залік JWRC                        |                                   |                                   |                                   |                                   |                                   |                                   |
| 1. (11.)                          | Кевін Абрінґ                      | Ервін Момбаертс                   | Renault Clio R3                   | 3:35:05,2                         |                                   | 10                                |
| 2. (12.)                          | Мартін Прокоп                     | Ян Томанек                        | Citroen C2 S1600                  | 3:36:15,4                         | +1:10,2                           | 8                                 |
| 3. (16.)                          | Іоан Бонато                       | Бенжамін Больо                    | Suzuki Swift S1600                | 3:40:39,7                         | +5:34,5                           | 6                                 |
| 4. (17.)                          | Ганс Веійс                        | Бьорн Де Ґандт                    | Citroen C2 S1600                  | 3:45:17,2                         | +10:12,0                          | 5                                 |
| 5. (18.)                          | Сімон Бертолотті                  | Лука Целестині                    | Suzuki Swift S1600                | 3:51:50,3                         | +16:45,1                          | 4                                 |
| 6. (20.)                          | Радослав Типа                     | Мацей Віславський                 | Suzuki Swift S1600                | 3:56:32,3                         | +21:27,1                          | 3                                 |
| 7. (21.)                          | Лука Ґріотті                      | Корадо Бонато                     | Renault Clio R3                   | 4:00:53,6                         | +25:48,4                          | 2                                 |

## Швидкісні ділянки етапу
| День          | № ШД | Час стартуж | Назва ШД                | Дистанція, км | Переможець        | Час     | Сер. швидк. км/год | Лідер після ШД |
| ------------- | ---- | ----------- | ----------------------- | ------------- | ----------------- | ------- | ------------------ | -------------- |
| 25 червня     | ШД1  | 21:00       | Міколайкі (суперспейшл) | 2,50          | Петер Сольберґ    | 1:48,3  | 83,1               | Петер Сольберґ |
| 1 (26 червня) | ШД2  | 10:51       | Ґрабувка                | 12,09         | Мікко Хірвонен    | 6:49,7  | 106,2              | Себастьян Льоб |
| 1 (26 червня) | ШД3  | 11:19       | Пянкі                   | 11,34         | Мікко Хірвонен    | 5:22,2  | 126,7              | Мікко Хірвонен |
| 1 (26 червня) | ШД4  | 11:43       | Папроткі                | 33,17         | Ярі-Матті Латвала | 18:14,0 | 109,2              | Мікко Хірвонен |
| 1 (26 червня) | ШД5  | 15:01       | Ґрабу́вка                | 12,09         | Ярі-Матті Латвала | 6:49,3  | 106,3              | Мікко Хірвонен |
| 1 (26 червня) | ШД6  | 15:29       | Пянкі                   | 11,34         | Мікко Хірвонен    | 5:15,4  | 129,4              | Мікко Хірвонен |
| 1 (26 червня) | ШД7  | 15:59       | Папро́ткі                | 33,17         | Ярі-Матті Латвала | 17:57,2 | 110,9              | Мікко Хірвонен |
| 2 (27 червня) | ШД8  | 11:14       | Дано́во                  | 11,88         | Себастьян Льоб    | 6:18,1  | 113,1              | Мікко Хірвонен |
| 2 (27 червня) | ШД9  | 11:59       | Ґавлі́кі                 | 32,75         | Дані Сордо        | 17:44,4 | 110,8              | Мікко Хірвонен |
| 2 (27 червня) | ШД10 | 12:52       | Видмі́ни                 | 30,09         | Себастьян Льоб    | 15:40,9 | 115,1              | Мікко Хірвонен |
| 2 (27 червня) | ШД11 | 16:18       | Даново                  | 11,88         | Мікко Хірвонен    | 6:12,5  | 114,8              | Мікко Хірвонен |
| 2 (27 червня) | ШД12 | 17:03       | Ґавлі́кі                 | 32,75         | Себастьян Льоб    | 17:21,1 | 113,2              | Мікко Хірвонен |
| 2 (27 червня) | ШД13 | 17:56       | Видмі́ни                 | 30,09         | Себастьян Льоб    | 15:26,9 | 116,9              | Мікко Хірвонен |
| 3 (28 червня) | ШД14 | 8:51        | Мілкі                   | 27,07         | Себастьян Оґьє    | 13:59,3 | 116,1              | Мікко Хірвонен |
| 3 (28 червня) | ШД15 | 9:57        | Трос                    | 15,11         | Хеннінґ Сольберґ  | 7:53,2  | 115,0              | Мікко Хірвонен |
| 3 (28 червня) | ШД16 | 12:49       | Мілкі                   | 27,07         | Хеннінґ Сольберґ  | 13:56,0 | 116,6              | Мікко Хірвонен |
| 3 (28 червня) | ШД17 | 13:55       | Трос                    | 15,11         | Себастьян Льоб    | 7:44,4  | 117,1              | Мікко Хірвонен |
| 3 (28 червня) | ШД18 | 15:24       | Міколайкі (суперспейшл) | 2,50          | Петер Сольберґ    | 1:49,0  | 82,6               | Мікко Хірвонен |

ж)- За київським часом